# Belavšek
Belavšek este o localitate din comuna Videm, Slovenia, cu o populație de 76 de locuitori.